# Красное (Краснинский район, Смоленская область)

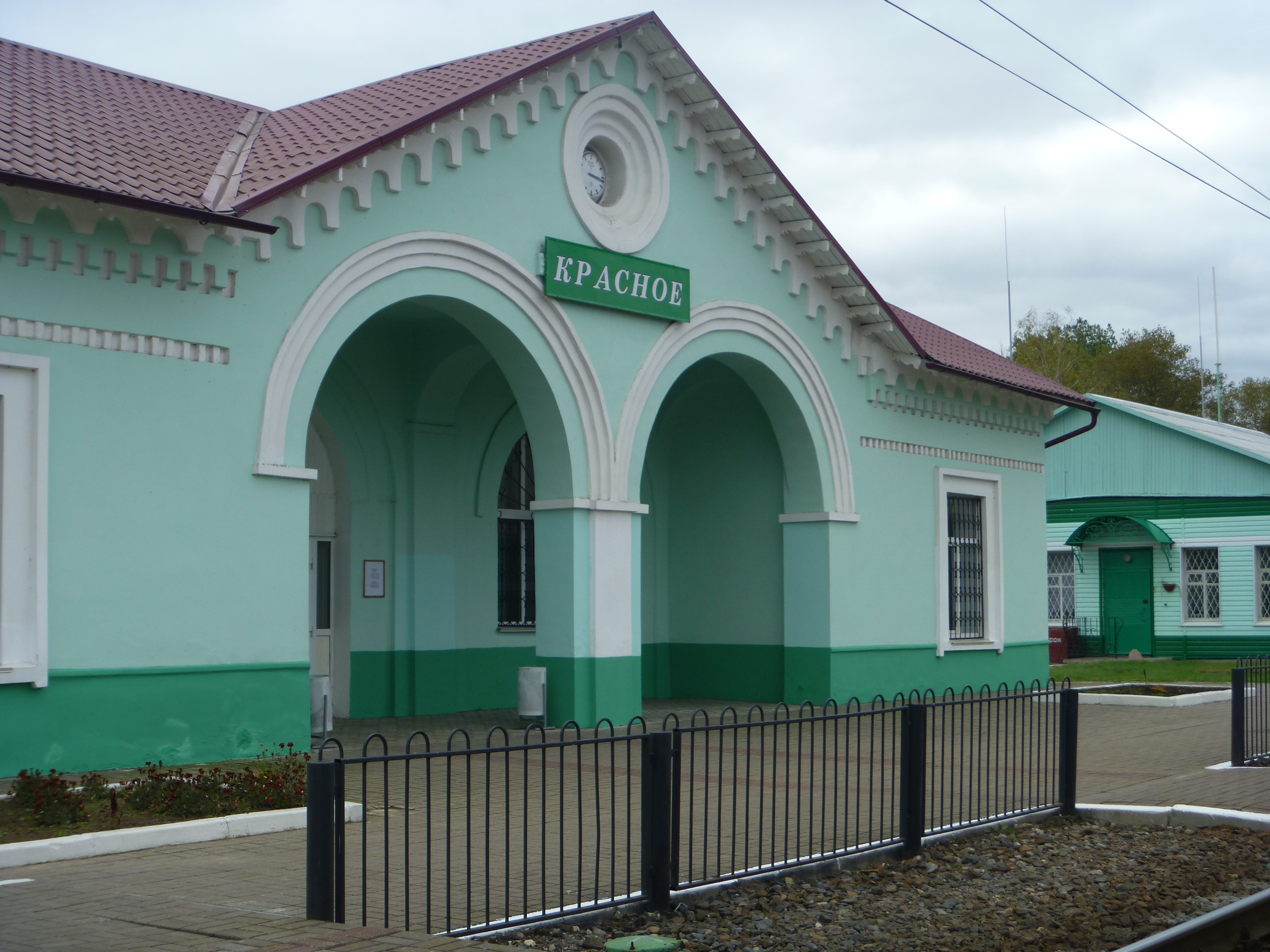

Красно́е — населённый пункт (тип: станция) в Краснинском районе Смоленской области России. До 2017г. входило в состав Красновского сельского поселения, затем - Гусинского. Население — 212 жителей (2007 год).

## География
Расположена в западной части области в 27 км к северо-западу от Красного, в 1 км южнее автодороги М1 «Беларусь», на берегу реки Днепр, есть железнодорожная станция Красное на линии Москва — Минск.

## История
Населённый пункт появился при строительстве железной дороги. В селении жили семьи тех, кто обслуживал железнодорожную инфраструктуру станции.
В годы Великой Отечественной войны станция была оккупирована гитлеровскими войсками в июле 1941 года, освобождена в сентябре 1943 года.

## Известные уроженцы, жители
Николай Гаврилович Аболмасов (1938—2020) — советский и российский врач-стоматолог, доктор медицинских наук, профессор Смоленского государственного медицинского университета похоронен на кладбище деревни Красное.

## Инфраструктура
Социальная инфраструктура в соседней деревне Красная Горка.
Основа экономики — обслуживание путевого хозяйства железной дороги.

## Транспорт
Доступна автомобильным и железнодорожным транспортом.